# Дайс (авіабаза)

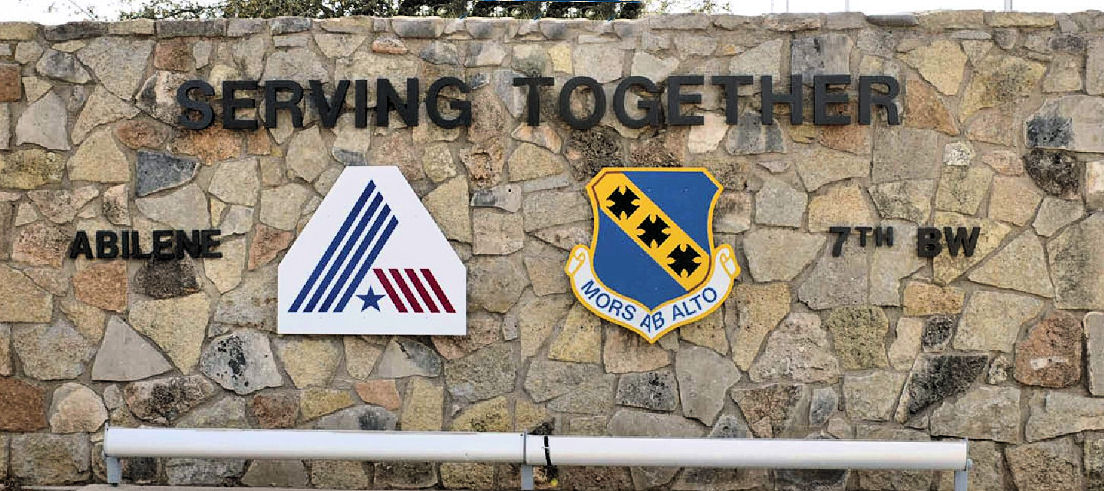
Знак біля головного входу на територію авіабази Дайс

Дайс (англ. Dyess) — діюча авіабаза ПС США недалеко від міста Абілін, Техас. До авіабази приписане 7-ме бомбардувальне крило, на озброєнні якого стоять стратегічні бомбардувальники B-1. Авіабаза заснована в 1942 році, отримала своє ім'я в 1956 році на честь підполковника Вільяма Дайса, який пережив Батаанський марш смерті. Протягом практично всієї Холодної війни Дайс була однією з основних баз стратегічної авіації США, в 1961-1965 роках тут базувалася 578-а ракетна ескадрилья з ракетами SM-65 Atlas.

## Географічне положення
Авіабаза Військово-повітряних сил США Дайс розташована на півдні країни за 11 км на захід від центру міста Абілін - адміністративного центру округу Тейлор у штаті Техас. Населення міста становить 117,2 тисяч осіб. Житлова забудова практично впритул підходить до авіабази. Загальна площа території авіабази складає 25,94 км. Авіабаза Дайс розташована на піднесеній рівнинній місцевості в 550 км на північний захід від узбережжя Мексиканської затоки, на межі субтропічної океанічної зони та посушливих напівпустель . Середньорічна температура - 18,08 ° C  .
Географічне положення Дайс робить її однією з найвіддаленіших як від Східної Європи та європейської частини Росії, так і від держав азіатсько-тихоокеанського регіону американських баз стратегічної авіації.

## Приписані частини та підрозділи
На авіабазі Дайс постійно базується 7-ме бомбардувальне крило 12-ї армії Бойового авіаційного командування ПС США. 7-ме бомбардувальне крило — одна з двох частин ПС США, на озброєнні яких знаходяться стратегічні бомбардувальники B-1B. У складі 7-го крила знаходяться:
- 7-ма бойова група (бортові номери серії DY)
  - 9-та бомбардувальна ескадрилья
  - 28-ма бомбардувальна ескадрилья
  - 7-ма ескадрилья бойового забезпечення
  - 436-та навчально-тренувальна ескадрилья
- 7-ма група забезпечення
- 7-ма група матеріально-технічного обслуговування
- 7-ма група медичного обслуговування

Також, на авіабазі Дайс базується 317-та військово-транспортна група з літаками Lockheed C-130 Hercules. У складі 317-ї групи:
- 39-та військово-транспортна ескадрилья «Trail Blazers»
- 40-ва військово-транспортна ескадрилья «Screaming Eagles»
- 317-та ескадрилья матеріально-технічного обслуговування
- 317-та авіаремонтна ескадрилья
- 317-та ескадрилья забезпечення технічного обслуговування та експлуатації
- 317-та ескадрилья забезпечення операцій

Крім того, на авіабазі знаходиться т.з. Підрозділ 222 Управління спеціальних розслідувань ПС США.

## Історія

### Друга світова війна
Будівництво аеродрому Тай у передмісті Абіліна почалося 1942 року, під час Другої світової війни. Він був офіційно відкритий 18 грудня 1942 року, коли ПС США як самостійного роду військ ще не існувало, під позначенням Авіабаза Армії США Абілін, у квітні 1943 перейменований на Армійський аеродром Абілін. Аеродром був приписаний до 2-ї повітряної армії. На ньому розташувалася окрема навчально-тренувальна ескадрилья зі штабом, і протягом війни на аеродромі проходили навчання кадети. Серед підрозділів, особовий склад яких проходив службу в Абіліні, були:
- 77-ма розвідувальна група;
- 69-та тактична розвідувальна група;
- 408-ма винищувально-бомбардувальна група.

На аеродромі базувалися літаки Douglas SBD Dauntless, Douglas A-26 Invader, Curtiss P-40, Republic P-47 Thunderbolt . Після закінчення війни 31 січня 1946 року аеродром був закритий. Формально приписаний до Континентального повітряного командування Збройних сил і запасний аеродром для авіабази Карсуелл, що розташовувався неподалік, аеродром був проданий міській владі Абіліна за 1 долар. Протягом кількох років аеродром використовувався як тренувальний центр Національною гвардією Техасу.

### Холодна війна
Відновленню аеродрому сприяв початок Корейської війни. Міська влада Абіліна звернулася до Міністерства оборони США з відповідною пропозицією на початку 1950-х років, запропонувавши військовим викупити у міста 6 км² безпосередньої території аеродрому і ще 14 км² прилеглих площ за 893 тисяч доларів. Її підтримав майбутній президент США Ліндон Джонсон, який тоді був сенатором-демократом від Техасу. У липні 1952 року Конгрес США виділив міністерству оборони 32 мільйони доларів, необхідні для будівництва авіабази на місці аеродрому Абілін. Після приблизно трьох років будівництва авіабаза ПС США Абілін була офіційно відкрита 15 квітня 1956 року. Відкриття авіабази супроводжувалося грандіозним шоу, на яке прийшло 40 тисяч відвідувачів. Серед гостей був і командувач Стратегічного командування ПС США генерал Френсіс Грізуолд.
1 грудня того ж року авіабаза отримала сучасну назву — Дайс, на честь підполковника Армії США Вільяма Едвіна Дайса — уродженця найближчого містечка Олбані, який у квітні 1942 року потрапив на Філіппінах у японський полон. Провівши рік у полоні, Дайс зумів втекти і до липня 1943 боровся разом з місцевими партизанами на острові Мінданао, поки не був евакуйований в США. 23 грудня 1943 року Вільям Дайс виконував у ході перепідготовки навчальний політ літаком Lockheed P-38 Lightning над містом Бербанк у Каліфорнії, коли на борту почалася пожежа. Відводячи літак від щільної житлової забудови, Дайс загинув, направивши P-38 на пустельну ділянку.
Першим підрозділом, що розташувалося на авіабазі Дайс, стало 341-е бомбардувальне крило (сформоване 1 вересня 1955 року) Стратегічного командування. На його озброєнні були дальні бомбардувальники Boeing B-47 Stratojet. 341-ше крило було розформовано 25 червня 1961 року. 8 вересня 1957 з авіабази Андерсен на Гуамі в Дайс було переведено 96-те бомбардувальне крило. Крім B-47 на озброєнні цього підрозділу були нові стратегічні бомбардувальники Boeing B-52 Stratofortress, а також повітряні танкери Boeing KC-97 та Boeing KC-135. Підрозділи на авіабазі Дайс несли службу у стані постійної готовності до вильоту на випадок початку воєнних дій проти СРСР.
19 листопада 1959 на авіабазі заступив на службу 5-й ракетний батальйон Командування ППО Армії США. На озброєнні батальйону знаходилися зенітні ракетні комплекси MIM-14 Nike-Hercules, вони були розташовані на двох позиціях (DY-10 і DY-50) на північний схід і на південний захід від Дайса. Батальйон перебував на чергуванні до 1966 року. Під прикриття систем протиракетної оборони на авіабазу були переведені 819-та стратегічна повітряно-космічна дивізія, 96-те бомбардувальне крило, а також 578-ма стратегічна ракетна ескадрилья. 578 ескадрилья базувалася на авіабазі в серпні 1962 - березні 1965 року, на її озброєнні знаходилися 12 міжконтинентальних балістичних ракет SM-65 Atlas. Спорудження інфраструктури для ескадрильї відбувалося в украй стислий термін, поспіхом на будівництві загинуло троє робітників, 33 особи стали інвалідами внаслідок нещасних випадків . Після розформування ескадрильї всі пускові установки були демонтовані.
8 липня 1961 на авіабазі Дайс було розгорнуто 64-те військово-транспортне крило Тактичного повітряного командування з літаками Lockheed C-130 Hercules. У 1963 - 1972 роках тут базувалося 516-те військово-транспортне крило, в 1972 - 1993 - 463-тє тактичне військово-транспортне крило.
21 грудня 1983 року президент США Рональд Рейган оголосив, що Дайс стане першою авіабазою, куди надійдуть нові бомбардувальники B-1, які призначалися для заміни застарілих B-52. 29 червня 1985 року на озброєння 96-го бомбардувального крила надійшов перший серійний літак типу під назвою The Star of Abilene. Церемонія зустрічі літака, як і відкриття авіабази 27 роками раніше, супроводжувалася шоу, глядачами якого стали близько 50 тисяч осіб. Перші літаки розпочали бойове чергування у жовтні 1986 року. Тоді ж авіабаза Дайс стала основним навчально-тренувальним центром навчання та перепідготовки льотного складу екіпажів бомбардувальників.

### Новий час
Розпад СРСР вплинув на долю авіабази Дайс. 1 жовтня 1993 року двох головних експлуатантів авіабази — 96-те бомбардувальне та 463-тє військово-транспортне крило — були розформовані. На їх місце з Карсуелла було переведено 7-ме крило, якому були передані бомбардувальники B-1B, що залишилися «безгоспними», і військово-транспортні літаки C-130. Таке становище зберігалося аж до 1997 року, коли крило було поділено на 7-ме бомбардувальне та 317-ту військово-транспортну групу. Незважаючи на поділ, обидва підрозділи залишилися на авіабазі.
Однією з унікальних особливостей авіабази Дайс є багата колекція літаків, включених до стаціонарної експозиції. Виставка, відома під назвою «Linear Air Park», розташована вздовж бульвару Арнольд. В експозицію включено 30 літаків, 29 з яких проходили до цього службу, причому більша частина - на авіабазі Дайс. Новий експонат виставки - перший серійний B-1 "Зірка Абіліна", який здійснив останній політ у 2003 році. Іншою особливістю авіабази є система енергопостачання. У січні 2003 року все енергоспоживання в Дайсі стало забезпечуватись за рахунок енергії вітряків. Згодом до вітрових електростанцій додалися інші відновлювані джерела енергії, що зробило Дайс одним із найекологічніших військових об'єктів ВПС США.